# Chantilly (Virginie)
Pour les articles homonymes, voir Chantilly (homonymie).
Chantilly est une communauté non incorporée située dans le comté de Fairfax, dans l’État de Virginie, aux États-Unis. Lors du recensement de 2010, elle comptait 23 039 habitants.

## Démographie
| Groupe            | Chantilly | Virginie | États-Unis |
| ----------------- | --------- | -------- | ---------- |
| Blancs            | 57,6      | 68,6     | 72,4       |
| Asiatiques        | 25,2      | 5,5      | 4,8        |
| Afro-Américains   | 6,5       | 19,4     | 12,6       |
| Autres            | 6,2       | 3,3      | 6,4        |
| Métis             | 4,3       | 2,9      | 2,9        |
| Amérindiens       | 0,3       | 0,4      | 0,9        |
| Total             | 100       | 100      | 100        |
|                   |           |          |            |
| Latino-Américains | 15,9      | 7,9      | 16,7       |

## Source
- (en) Cet article est partiellement ou en totalité issu de l’article de Wikipédia en anglais intitulé « Chantilly, Virginia » (voir la liste des auteurs).

1. ↑  (en) « Chantilly, VA Population - Census 2010 and 2000 », sur censusviewer.com (consulté le 23 septembre 2016).
2. ↑  (en) « Population of Virginia- Census 2010 and 2000 », sur censusviewer.com (consulté le 23 septembre 2016).